# Durrell-mongúz
A Durrell-mongúz (Salanoia durrelli) az emlősök (Mammalia) osztályába, a ragadozók (Carnivora) rendjébe és a madagaszkári cibetmacskafélék (Eupleridae) családjába tartozó Salanoia nem egyik faja.
Közeli rokonságban áll a barnafarkú mongúzzal (Salanoia concolor), a Salanoia nembe tartozó másik fajjal. A két faj genetikailag hasonló, de morfológiailag különböző, a tudósok külön fajnak ismerik el. 2004-ben megfigyeltek egy egyedet, 2010-ben vált ismertté a tudomány számára S. durrelli néven. Csak az Alaotra-tó nádrengetegében található meg. A Durrell-mongúz az első újonnan felfedezett ragadozó emlősállat volt a világon 24 év után.
A kicsi, vörösesbarna ragadozóállatot széles lábainak kiemelkedő párnája, vörösessárga hasa és széles, erőteljes fogai jellemzik, többek között ezek a különbségek a barnafarkú mongúzzal összehasonlítva. Csak két lemért példány van, testtömegük 600 gramm és 675 gramm. Mocsári állatfaj, rákokkal és puhatestűekkel táplálkozik. Az Alaotra-tó veszélyeztetett ökoszisztéma, a Durrell-mongúznak új vetélytársai a betelepített fajok.

## Rendszertana
Amikor 2004-ben, a Durrell Wildlife Conservation Trust (DWCT) felmérte a bambuszmakik (Hapalemur) állományát az Alaotra-tó környékén, Madagaszkár legnagyobb vizenyős élőhelyén, egy új fajt fedezett fel, amelynek később Durrell-mongúz lett a neve. Az állatot elfogták, lefényképezték, majd szabadon engedték. A vizsgálat azt mutatta, hogy a fényképen lévő állatot nem lehet azonosítani semmilyen ismert madagaszkári ragadozóval (madagaszkári cibetmacskafélék). Ennél fogva két állatot fogott be 2005-ben a DWCT. Az egyiket megölték, hogy megkönnyítse a morfológiai összehasonlítást. 2010-ben hivatalosan dokumentálta a Durrell-mongúzt Joanna Durbin természetvédő és a Climate, Community & Biodiversity Alliance, a Nature Heritage, a Natural History Museum, a Conservation International és a DWCT. Specifikus nevét Gerald Durrell neves természetvédőről, a DWCT alapítójáról kapta. Korábban a helyiek már beszámoltak egy kis ragadozóról az Alaotra-tónál, és azt gondolják, hogy ez az állat közeli rokona a barnafarkú mongúznak (Salanoia concolor).
A Durrell-mongúz a Salanoia nembe tartozik, amelyben korábban csak a barnafarkú mongúz volt ismert Kelet-Madagaszkárból. A Durrell-mongúz morfológiailag jelentős mértékben különbözik a barnafarkú mongúztól, azonban mitokondriális genetikai vizsgálatok szerint a két faj nagyon hasonló. A felfedezője úgy döntött, hogy elismerik az alaotra-tavi populációt különálló fajnak, figyelembe véve a jelentős morfológiai különbséget. A megfigyelt morfológiai különbségek az Alaotra-tó környékéhez való alkalmazkodás révén fejlődhettek ki, hasonlóan az Alaotra-tavi bambuszmakihoz (Hapalemur alaotrensis), melyet annak ellenére ismertek el külön fajnak, hogy genetikailag közel áll a gyakoribb szürke bambuszmakihoz (Hapalemur griseus).

## Leírás
A Durrell-mongúz sokban hasonlít a barnafarkú mongúzra, amely egy kis, karcsú mongúzszerű ragadozó. Alapszíne vörösesbarna, halványabb színű, mint a barnafarkú mongúzé. A fej és a tarkórész is foltos. Az állat hasa vörösesbarna, nem barnás, mint a barnafarkú mongúznak. A farok nagyrészt az állat testéhez hasonló színű, ám hegye sárgásbarna. A szőrrel jól borított fülkagylók belső oldala vörösesbarna. A széles mancsok szőrtelenek, jól párnázottak; a mellső lábak vörösesbarnák, a hátsó lábak sötétbarnák. Valamennyi láb öt-öt ujja sötétbarna karmot visel. A lábak külső szélein merev szőrszálakból álló sörtesorok találhatók. Ezzel szemben a barnafarkú mongúz lábai vékonyabbak, azokon kevésbé fejlett párna van. A Durrell-mongúz bundája hosszú, puha.

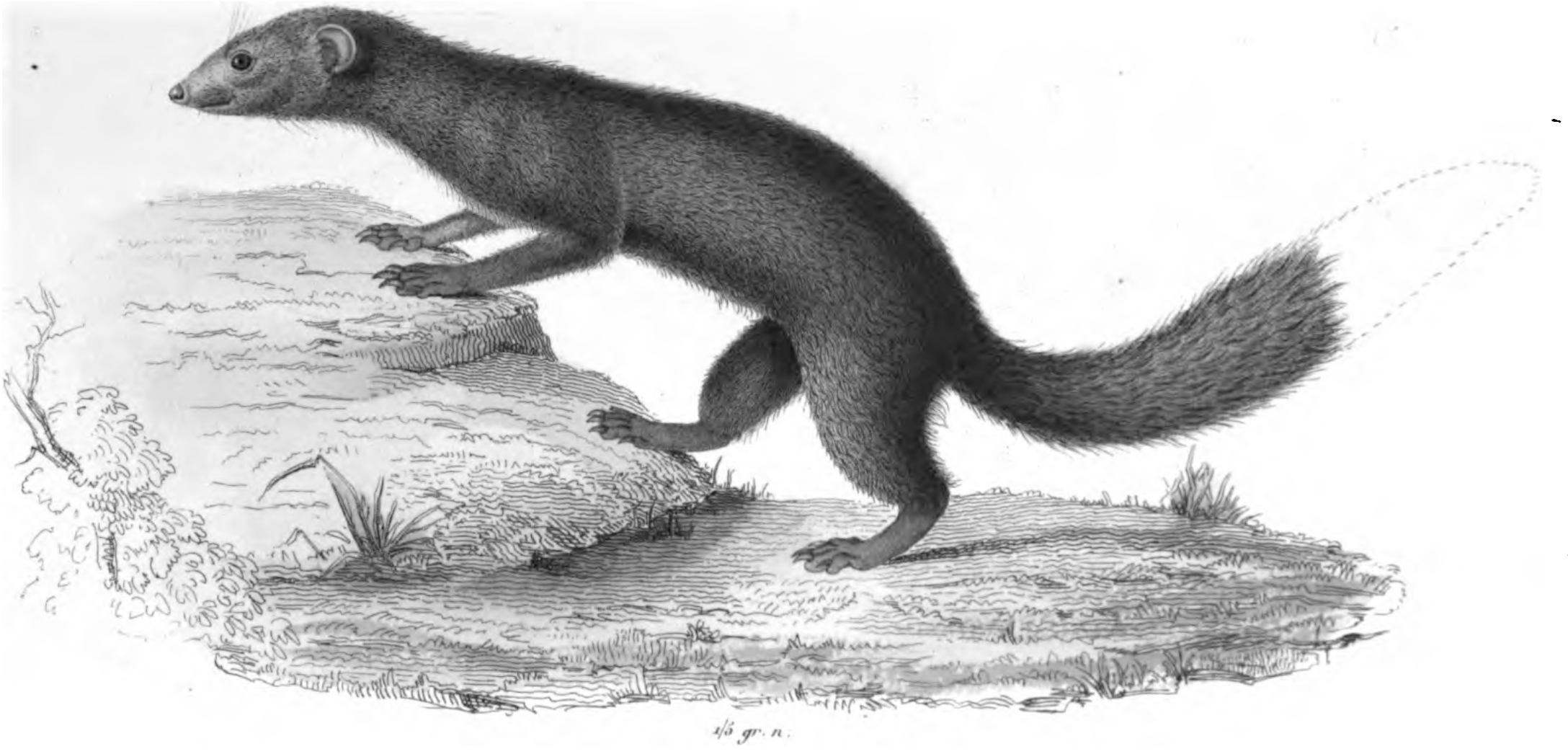
A barnafarkú mongúz (Salanoia concolor), a Durrell-mongúz legközelebbi rokona (a farok a képen nem teljes)

A holotípus példány egy nőstény volt, a fej és a test hossza 310 mm, a farok hossza 210 mm, a hátsó lábak hosszúsága 66,8 mm, a fül hossza 17,5 mm, testtömege 675 g volt. Egy másik példány, amelyet elfogtak és kiengedtek, egy hím volt, a fej és a test együttes hossza körülbelül 330 mm, a farok hossza körülbelül 175 mm, testtömege pedig 600 g volt. A fenti igen kevés adat azt valószínűsíti, hogy a Durrell-mongúz valamivel kisebb a barnafarkú mongúznál.
A koponya általában hasonlít a barnafarkú mongúzéra, azonban a rostrum (az elülső rész) széles és mély, az orrcsontok szélesek és rövidek, a szájpad régiója pedig széles. Az alsó állkapocs robusztus, kampónyúlványa magas, meredeken emelkedő. A koponyák és a fogak adatainak statisztikai elemzése alapján a Durrell-mongúzok és a barnafarkú mongúzok példányai egyértelműen elkülönülnek.
A Durrell-mongúznak erőteljesebb fogazata van a barnafarkú mongúzénál, a fogak felszíne nagyobb. Az első és második felső metszőfog kisebb a harmadiknál, melyet a szemfogtól hangsúlyos rés (diasztéma) választ el. A szemfog robusztusabb, mint a barnafarkú mongúzé. Az első felső előzápfog apró, de a második és a harmadik nagyobb; ez a két foga rövidebb és szélesebb, mint a barnafarkú mongúzé. A negyedik előzápfog nagy, ahogy az első zápfog is. A második felső zápfog mérete kevesebb mint egyharmada az elsőének, és redukáltabb, mint a barnafarkú mongúzé, amely mintegy kétharmada az első zápfognak. Az első alsó metszőfog kisebb a másik kettőnél. Az alsó szemfog, az előzápfogak és az első zápfog jól fejlett. A második zápfog széles, azonban kisebb, mint a barnafarkú mongúzé.

## Elterjedése, élőhelye és viselkedése
Durrell-mongúzt már észleltek Andrebában, egy mocsaras területen, 750 méter tengerszinti magasság felett az Alaotra-tó keleti partján. A barnafarkú mongúz legközelebbi előfordulása az Alaotra-tótól 55 kilométerre van. Az első megfigyelt példány úszott, lehet, hogy az emberek miatt menekült ki a partra. A két másik példányt a vízen lebegő növényzeten fogták el. Így a Durrell-mongúz a mocsári élőhelyeken fordul elő, ami jelentősen eltér a barnafarkú mongúz élőhelyétől, az erdőtől. A Durrell-mongúz erőteljes fogazata a zsákmány kemény részeinek feltörésére valók, étrendjében rákok és puhatestűek, továbbá kis gerincesek szerepelnek, eltérően a barnafarkú mongúztól, melynek gyengébb, rovarevésre alkalmas fogazata van. A két, csapdákkal elfogott Durrell-mongúzegyed esetében a csalétek hal és hús volt. A Durrell-mongúz sokban hasonlít a nagyobb testű, az afrikai kontinensen élő, húsevő és mocsárban élő mocsári mangusztára (Atilax paludinosus), amely szintén a vízen lebegő növényzeten táplálkozik és pihen.

## Természetvédelmi státusz
A faj egyedüli élőhelyét, az Alaotra-tavat több tényező veszélyezteti: a környezetszennyezés, a mocsarak rizsfölddé alakítása, a túlhalászás és a nem őshonos fajok terjedése, mint az egzotikus halak, növények, a házi patkány (Rattus rattus) és egy másik kis ragadozó, a kis cibetmacska (Viverricula indica). Egy madárfaj, az Alaotra-vöcsök (Tachybaptus rufolavatus) amelynek elterjedése erre a területre korlátozott, a közelmúltban halt ki, és a bambuszmakik populációja 1994-1999 között 30%-kal csökkent. Egy szűk elterjedésű, kis létszámú faj, mint a Durrell-mongúz, valószínűleg veszélyeztetett az élőhelye pusztulása, továbbá talán a kis cibetmacskával és a házi patkánnyal való versengése miatt is, ám természetvédelmi státuszát még hivatalosan nem határozták meg. A DWCT az Alaotra-tó megőrzésén dolgozik, és a régióban már védett területnek jelölték.

## Fordítás
- Ez a szócikk részben vagy egészben  a   Salanoia durrelli című angol Wikipédia-szócikk fordításán alapul.  Az eredeti cikk szerkesztőit annak laptörténete sorolja fel. Ez a jelzés csupán a megfogalmazás eredetét és a szerzői jogokat jelzi, nem szolgál a cikkben szereplő információk forrásmegjelöléseként.